# Івано-Франківськводоекотехпром
КП «Івано-Франківськводоекотехпром» (комунальне підприємство «Івано-Франківськводоекотехпром») — міський монополіст у сфері водопостачання та водовідведення в Івано-Франківську, комунальне підприємство, створене у 1940 році, що перебуває у власності територіальної громади міста.

## Історія
У Станіславові у XIX ст. не було ще централізованого водопостачання, натомість вже існували окремі локальні свердловини або криниці на один чи декілька будинків. Відвід використаної води здійснювалось за допомогою відкритих лотків (канав). Станіславський магістрат розпочав виділення коштів на будівництво нових каналів та їх ремонт в 1861 р. За санітарним станом міських каналів і криниць та дотриманням норм по зливу відходів слідкувала поліція.
Перші бетонні каналізаційні труби знайшли при розкопках в центрі міста, які датуються 1897—1898 роками. Ці споруди носили локальний характер, їх будівництвом у 1899—1905 рр. займалася фірма «Джованні Джуліані».
У 1914 році було створено дирекцію по будівництві загальноміської каналізаційної системи. До припинення спорудження у Першу світову війну загальна протяжність каналізаційних систем становила 12 км, вартістю понад 270 тис. крон.
Після відновлення робіт у 1924—1933 роках було збудовано понад 20 км каналізаційної системи. На це затратили понад 1,6 млн. злотих, а всього було заплановано — 3,5 млн злотих. На початку 1930-тих років проект каналізації охоплював 60 % площі міста.
У 1940 році створена організація «Каналізація міста Станіславова», її очолив інженер М. Штенцель.

### Реорганізація
Згідно з постановою Івано-Франківської міської ради від 18 березня 2003 р. та шляхом об'єднання виробничого управління водопровідного господарства, державного концерну «Екотехпром» і підприємств, що входили до складу цього концерну, було утворено КП «Івано-Франківськводоекотехпром».

## Структура
Протяжність каналізаційних мереж — 264 км, дощових мереж — 184 км, водопровідних мереж — 521 км. Середній діаметр мереж — 400мм. Середній вік мережі: 25—30 років. На підприємстві працюють 725 працівників, у тому числі 180 інженерно-технічних працівників та 545 робітників.

### Матеріально-технічна база
На даний час підприємство працює прибутково, проводиться оновлення матеріально-технічної бази, в якої зношеність основних фондів становить 43%. В рамках програми по енергозбереженню на кількох насосних станціях встановлено насоси шведської фірми «Flugt» та насоси «WILLO». У наш час[коли?] підприємство також працює над питанням зменшення втрат води у мережах — проводиться заміна мереж.

#### Водопостачання
Водопостачання Івано-Франківська здійснюється поверхневими водами двох гірських річок: Бистриці Солотвинської і Бистриці Надвірнянської — потужністю 90 тис. м3 за добу. Очищення питної води проводиться на черніївському комплексі водоочисних споруд в с. Черніїв. Складається із: двох водозаборів, блоку очисних споруд, насосних станції, реагентного господарства, водонапірної башти, резервуарів чистої води, накопичувачів води.

#### Каналізація
Каналізаційні очисні споруди повної біологічної чистки потужністю 145,0 тис. м3 за добу знаходиться в с. Ямниця. До очисної станції належать: приймальна камера, пісколовки, первинні відстійники, аеротенки, вторинні відстійники, контактні резервуари, мулові майданчики,повітродувні станції.

## Діяльність
КП «Івано-Франківсьководоекотехпром» є монополістом у водопостачанні і водовідведенні в містах Івано-Франківську та Тисмениці і прилеглих селах, обслуговує дощову каналізацію міста, озера, фонтани, займається прокладкою та ремонтом мереж.

## Нагороди
В 2005 р. підприємство нагороджено дипломом Державного комітету України з питань житлово-комунального господарства «Провідне підприємство України».